# Aafke Steenhuis
Aafke Steenhuis (Delfzijl, 1946), is een Nederlandse schrijver van fictie en non-fictie, tevens schilder en tekenaar.

## Levensloop
Aafke Steenhuis werd geboren in Delfzijl, groeide op in Zuidhorn, bezocht het Heymans Lyceum in Groningen en studeerde hier vervolgens Nederlands, literatuurwetenschappen en Spaans. Haar jeugd op het Groningse platteland en de geregelde terugkeer naar dit gebied spelen een belangrijke rol in haar literaire en beeldende werk.
In 1969 huwde Steenhuis de socioloog Jan Joost Teunissen, met wie ze twee kinderen kreeg. Na hun studie reisden ze naar Chili, waar ze werkzaam waren bij de Mapuche-indianen op een coöperatieve boerderij die dankzij recente landhervormingen was ontstaan. Over hun ervaringen tijdens het bewind van president Allende, over de militaire staatsgreep van 1973 en hun terugkeer naar dat land twintig jaar later schreven ze twee boeken. Vanaf 1973 was Steenhuis een jaar werkzaam als lerares in Warffum. Sinds 1974 woont het echtpaar in Amsterdam, vanaf 1985 in een houten dijkhuis aan het IJ in Amsterdam-Noord. Het IJ en het Waterland keren in haar recente werk terug.
Steenhuis was van 1974 tot 1990 werkzaam als journalist bij De Groene Amsterdammer, waar ze vooral over cultuur, feminisme en Latijns Amerika schreef, daarnaast publiceerde ze onder andere in Opzij, Roodkoper en Noorderbreedte. In 1991 was ze medeoprichter van de Golfgroep, een discussiegroep van linkse intellectuelen, die in 2023 nog altijd bestaat.
Haar boeken en artikelen kenmerken zich door een combinatie van sociaal-politiek engagement, belangstelling voor de historie en aandacht voor het authentieke. De zee en het water staan daarin meestal centraal. In Het lied van de Eems (2011) beschrijft ze in een autobiografisch getint reisverhaal een tocht vanuit Delfzijl, waar haar grootouders woonden, tot de bron van deze rivier in Westfalen. Daarbij komt de soms pijnlijke verwevenheid van de recente geschiedenis van Nederland en Duitsland uitvoerig aan de orde. Voor De grote wilde vaart (2023) reisden Afke en Jan Joost tien jaar over de wereld, waarbij ze onderzoek deden naar de geschiedenis van grote havens en de invloed van globalisering. In hun boek behandelen ze havens als knooppunten van de wereldsamenleving
In haar beeldende werk gebruikt Steenhuis voornamelijk gemengde techniek, waarbij landschappen en portretten haar voorkeur hebben. Ze heeft teken- en schilderlessen gevolgd bij Ronny Abram in Amsterdam en werd geïnspireerd door het Duitse expressionisme en door De Ploeg. Haar recente boeken bestaan vooral uit een combinatie van eigen teksten en beeldend werk. Ze exposeert regelmatig.

## Boeken
- Chileens Dagboek, Groningen 1974  (met Jan Joost Teunissen)
- Denken over liefde en macht. Gesprekken met Kate Millett, Nancy Friday, Phyllis Chesler, Lillian Rubin, Nancy Chodorow, Margarete Mitscherlich, Maria Antonietta Macciocchi, Luce Irigaray, Suzanne Brögger, Andreas Burnier, Doris Lessing, Elizabeth Wilson, Eva Forest en Joyce Lussu, Amsterdam 1982 (acht drukken; met Kiki Amsberg)
- De wereld als voorstelling en wil. Meisjesdagboeken 1956-1969, Amsterdam 1988 (onder het pseudoniem Beeltje de Noord, met Martha Folkers en Sanne Huisman).
- In de cakewalk. Schrijvers over de 20e eeuw, Amsterdam 1990 (interviews met Günter Grass, Joseph Brodsky, Marguerite Duras, Salman Rushdie, James Baldwin, Jorge Luis Borges, Mario Vargas Llosa, Hugo Claus, Bert Schierbeek, Czeslaw Milosz, Kenzaburo Oë, Joseph Conrad, Hans Magnus Enzensberger, Christa Wolf, Danilo Kiš, Eduardo Galeano en Natalie Sarraute)
- Portretten van vier vrouwelijke cineasten: Agnes Varda, Vera Chytilova, Agnieszka Holland, Pilar Mira, Amsterdam 1991 (met Kiki Amsberg)
- Weerzien met Chili. Amsterdam 1994 (met Jan Joost Teunissen)
- Een branding van beelden. Gesprekken met vrouwelijke filmregisseurs, Amsterdam 1996 (met Kiki Amsberg)
- Het meer van verhalen, Amsterdam 1999 (verhalenbundel)
- Midden in de wereld, Groningen 2000 (deels Groningse verhalen en gedichten)
- Veur mien jonkje, Groningen 2000 (Groningse gedichten)
- Stemmen van Groninger dijken, Groningen 2001 (10e dr. 2012)
- De ontdekking van Groningen: dagboekfragmenten, Groningen 2002
- Windjammers in Delfzijl. De route van de chilisalpeter, Groningen 2003 (vert. La travesia del salitre chileno. De la pampa a la tierra holandesa. Santiago de Chile 2007)
- Stenen en stemmen van Wittewierum, Groningen 2006
- Verhalen van het Groninger Ommeland, Amsterdam 2007 (6e dr. 2009).
- Bloedkoralen van de Oosterschelde. Verhaal van de nieuwe dijk, Middelburg 2010 (met foto’s van Loes de Jong)
- Het lied van de Eems. Van de monding naar de bron, Amsterdam 2011 (5e dr. 2013)
- Winter in Waterland. Een schaatshooglied, Groningen 2012
- De Eems - een stroom van beelden, Groningen 2014
- De magie van het IJ. Panorama Amsterdam-Noord, Groningen 2015
- Wie ben je? Dagboeken en zelfportretten, Groningen: Philip Elchers, 2017
- (met Jan Joost Teunissen) Onderweg, Groningen: Philip Elchers, 2018 (tekeningen en verhalen)
- Mien moeke, Groningen: Philip Elchers, 2019 (Groningse gedichten over Aafke's moeder, met tekeningen)
- (met Jan Joost Teunissen) De grote wilde vaart. Wereldhavens en globalisering. Zwolle: WBooks, 2023

## Andere publicaties
- Ik ben een vrouw en ik hou van verhalen; een literatuursociologiese beschrijving van de vrouw in de literatuur, doctoraalscriptie Nederlands, Groningen 1972
- Revolutie en realisme, de ekonomische en politieke uitdaging in Nicaragua,  Amsterdam/Utrecht 1982 (red., met Jan Joost Teunissen)
- ‘Interview of Luce Irigaray’, in: Hecate 9 (1983), p. 192-202 (met Kiki Amsberg)
- '“We hebben nog niet genoeg geleerd de natuur en onszelf te beheersen”. Norbert Elias verdedigt het vooruitgangsdenken', in: De Groene Amsterdammer 108 (1984), nr. 20 (16 mei), p. 10-11, vert. '“We have not learnt to control nature and ourselves enough”: an interview with Norbert Elias'; '”Wir haben noch nicht genug gelernt, uns selbst und die Natur zu beherrschen”. Interview mit Aafke Steenhuis', in: Norbert Elias, Autobiographisches und Interviews, Frankfurt am Main 2005, p. 176-188 (Gesammelte Schriften, dl. 17)
- 'Bestaat er een vrouwelijke esthetica?', in: Lida Coumou et al. (red.), Verbeelden: Zomeruniversiteit vrouwenstudies 1987, Groningen 1987, p. 27-39
- 'Schreiben im Zeitbezug. Gespräch mit Aafke Steenhuis' [11. Dezember 1989], in: Christa Wolf, Reden im Herbst, Berlin (DDR)/Weimar 1990, p. 131-157
- ‘The Life of Language, Andrei Bitov, Russia’s best novelist, talks to Aafke Steenhuis’, in: The New Statesman 3 (1990), afl. 99. p. 29
- Onder een stolp van kwaad: Verhalen van dwangarbeiders in de Tweede Wereldoorlog, Apeldoorn 1997 (red., met anderen)
- 'De haan van Bologna’, in: Hollands Maandblad (1998), afl. 10, p. 11-19

## Overig
- Een brandende liefde in Kornhorn, muziektheater-stuk door Theatergroep SWET, Grootegast 2010
- Documentaire: Het witte goud: de geschiedenis van de chilisalpeter, regie: Piet Hein van der Hoek; research: Aafke Steenhuis; productie: Lejo Siepe, Groningen: Stichting Beeldlijn 2011

## Prijzen
- K. ter Laan Prijs voor Groningse cultuur, 2013